# Project T
Project T (originele titel: Tomorrowland) is een Amerikaanse sciencefiction-avonturenfilm uit 2015, geregisseerd door Brad Bird. De film is geproduceerd door Walt Disney Pictures.

## Verhaal
De tiener Casey krijgt per ongeluk een geheimzinnig speldje in handen waarmee ze in een andere dimensie kan komen. Ze zoekt naar een antwoord hoe en waarom dit kan. Deze zoektocht leidt naar het voormalig wonderkind en uitvinder Frank. Ze ontmoet hem in zijn geheime schuilplaats, waar kort daarna Casey en Frank worden overvallen door levensgevaarlijke achtervolgers die het op Frank gemunt hebben. Noodgedwongen moeten ze vluchten naar een andere dimensie. Deze reis gaat via een apparaat.

## Rolverdeling
| Acteur             | Personage    |
| ------------------ | ------------ |
| George Clooney     | Frank Walker |
| Britt Robertson    | Casey Newton |
| Kathryn Hahn       | Ursula       |
| Judy Greer         | Jenny Newton |
| Hugh Laurie        | David Nix    |
| Keegan-Michael Key | Hugo         |
| Pierce Gagnon      | Nate         |
| Raffey Cassidy     | Athena       |

## Achtergrond
In de zomer van 2011 sprak de Walt Disney Motion Pictures Group voor het eerst over de film waarmee Damon Lindelof werd ingehuurd voor het scenario en in mei 2012 Brad Bird voor de regie. Later in 2012 werd George Clooney gecast voor de rol van Frank. In augustus 2013 presenteerde Bird en Lindelof op de D23 Expo in Anaheim het project met als werktitel 1952. De eerste opnames begonnen ook in augustus 2013 in de regio Okanagan en de stad Vancouver in Canada. Andere opnames vonden plaats in Titusville en andere delen van de staat Florida en in Anaheim (Californië) bij het Disneyland Park. Ook waren er opnames in Ciutat de les Arts i les Ciències in de Spaanse stad Valencia. De opnames werden in januari 2014 afgerond. In februari 2014 vonden nog extra opnames plaats bij it's a small world in het Disneyland Park in Anaheim.
De filmtitel is wereldwijd in vele landen onder een andere naam uitgebracht, waarvan onder meer in de Verenigde Staten als Tomorrowland (originele titel), in het Verenigd Koninkrijk als Tomorrowland: A World Beyond en in Nederland en België als Project T. Omdat het bedrijf ID&T, organisator van het dancefestival Tomorrowland, het handelsmerk heeft gedeponeerd in België was Disney verplicht een andere naam te gebruiken.